# Вытегорский переулок
Вытего́рский переу́лок — переулок в Петроградском районе Санкт-Петербурга. Проходит от Саблинской улицы до улицы Маркина.

## История
16 апреля 1887 года присвоено название Вытегорская улица, по городу Вытегра (Вологодская область) в ряду улиц Петроградской стороны, наименованных по городам Олонецкой губернии. С 1960-х годов употребляется в современном варианте Вытегорский переулок.